# نظمي زاده البغدادي
نظمي زاده هو السيد علي بن عبد الله البغدادي، والد المؤرخ مرتضى أفندي والكاتب حسين أفندي، الشهير بنظمي زاده.توفي سنة 1066ه‍، له ديوان شعره تركي.

## الهجرة من بغداد
الشاعر نظمي زاده، قد ترك الاصدقاء مثلما اختار ارباب الغيرة والأتقياء الهجرة، فهاجر مع اغلب الاتراك من بغداد حينما استولى عليها الشاه عباس، فقد اختفى اياماً ثم تنكر نظمي زاده بزي درويش واخذ معه والدته وهو مكشوف الرأس حافي القدمين، لا زاد له ووجهته آسيا الصغرى (الأناضول)، واجتاز بالحلة وكربلاء، فاقام فيهما مدة للراحة، ثم سار نحو حافظ أحمد باشا، وكان الباشا بطريقه إلى العراق عائداً إليه ليحاول إسترداد بغداد ممن أخذها، الأمر الذي لم يفلح فيه.
وكانت بين نظمي وبين القائد حافظ أحمد باشا معرفة سابقة، فتتبع نظمي أحمد باشا إلى آسيا الصغرى، وتسلى عن بعده من موطنه بتردده إلى كبار الموظفين من هم برتبة وزير (مير ميران) وباثرائه من رفقتهم، والمحتمل ان ثروته جمعت مما كانوا يهدونه اليه لقاء قصائده التي يمجدهم بها. فقد أنشد قصيدة حينما قدم السلطان مراد الرابع إلى أورفة، وهو يسير إلى بغداد سنة (1048ه‍/ 1638م)، وولي وظيفة في كتابة ديوان الولاية، وقد عاد الشاعر نظمي زاده إلى وطنه بغداد، بعد ان أسترجعها الأتراك. وكانت عودته عقيب علمه بموت الشاه صفي ملك فارس في (14 صفر 1052ه‍/ 14 آيار 1642م)، وبرفقته أولاده وحفدته وظل عائشاً بعد ذلك، فانه نظم في سنة (1069ه‍/ 1658/ 59م) تأريخاً لبناء مسجد السلاحدار محمد باشا، ذلك الجامع الذي لم يتم بناءه إلا في سنة (1094ه‍/ 1683م)، ويقع في محلة رأس القرية، ويعرف اليوم بجامع الخاصكي.

## آل نظمي
بيت عراقي قديم، ومن الأسر البغدادية القديمة، التي عرفت بالآداب والتاريخ مدة أربعة عصور، وتقلب هذا البيت في العلوم والسياسة والفتوى والنيابة إلى سنة 1271 ه‍جرية وتصاهر مع الاسر البغدادية القديمة والمعروفة وهي اسرة آل مفتي التي عرفت بالعلوم الشرعية واشتهرت بلقب المفتي، وان كانت تسمى في الأول بآل شمسي البغدادية ثم بآل نظمي البغدادية وبعدها بآل مرتضى وبعده بآل المفتي، واليوم تعرف بآل محمد سليم جلبي. ان أصل هذه الأسرة (آل نظمي) قد جاءنا تعريفها ورفع الغشاوة عنها من أحد ابنائها وهو عهدي البغدادي المتوفي سنة 1593م، (ونظمي زاده يكون سبطه)، ابن شمسي البغدادي ومن خلال كتابه كلشن شعرا (روضة الشعراء)، الذي عرف فيه أباه واقربائه ومنهم المؤرخ العراقي (مرتضى افندي آل نظمي المعروف عند الأتراك بنظمي زاده)، فأزال الإبهام عن مرتضى أفندي، وتعريف نظمي زاده واتصاله بهذا المؤلف، فصحح اقوال الفرنسي كليمان هوارت ويعقوب سركيس. كما تجدر الأشارة هنا إلى ذكر حفيد نظمي زاده، شيخ العراق ياسين المفتي ابن حسين أفندي، الذي أصبح مفتياً في دار السلام سنة 1135ه‍.

## أولاده
- الكاتب والمترجم حسين نظمي زاده المتوفي سنة (1130ه‍/1717م): مترجم كتاب وصاف الحضرة أو (تجزئة الأمصار وتزجية الإعصار).[9]
- المؤرخ والمترجم مرتضى نظمي زاده المتوفي سنة (1136ه‍/1723م): مؤلف كتاب تاريخ بغداد المعروف باسم كلشن خلفا أو (روضة الخلفا).

## ديوان نظمي زاده
يذكر «سجل عثماني» ان نظمي زاده كان شاعراً بغدادياً. له ديوان «ابقاء الأيام» ذكره المستشرق الفرنسي كليمان هوارت. وتجد من نظمه (نظمي زاده) مانقله ابنه مرتضى في كتابه (كلشن خلفا) عن ديوانه أو مجموعة قصائده، وهناك غير هذا.
له شرح بالتركية لقصيدة الفرزدق، الشهيرة ببيتها «هذا الذي تعرف البطحاء وطأته».

## وفاته
توفي نظمي زاده سنة 1066ه‍/1655م، وقيل 1663م، وقد توفي عن سبعين عاماً فرثاه الشعراء إبنه مرتضى وسيفا وغوثي.

## رواية أخرى
جاء في مجلة لغة العرب، ان محمد نظمي أفندي هو ابن بنت عهدي البغدادي، كان قد ولد سنة (1002ه‍)، وتوفي الليلة الرابعة من رمضان المبارك من سنة (1074ه‍)، وقت العشاء عن عمر ناهز (72) عاماً.
وجاء فيها أيضاً، انه عندما فاجأ بغداد عصيان (بكر صوباشي) الذي أدى إلى استيلاء العجم على بغداد زمن (الشاه عباس الصفوي المتوفى سنة 1038ه‍)، فاختفى محمد نظمي باديء الأمر خمسة أيام أو ستة ثم ذهب إلى الحلة وكربلاء وواجه الوزير حافظ احمد باشا الذي حاول استعادة بغداد فلم يفلح. فغادر إلى الرها فاتخذها مأوى له، واختلط وجالس علماءها، وقد سقط ذات يوم من فرسه وكسرت رجله فيها. وقد ألف ديواناً سماه (ناز ونياز) بمعنى الفتح والطموح، وهو غير ناز ونياز الفارسي المذكور في كشف الظنون. وعند وصول السلطان مراد الرابع إلى الرها في طريقه لفتح بغداد، استقبله بقصيدة مدحه فيها، وأرخها في سنة (1048ه‍/1638م). وبعد الفتح خرج من الرها عائداً إلى وطنه سنة (1053ه‍)، وفي سنة (1066ه‍) سافر إلى الحج مع والدته وأهله وعياله، وكانت له اليد الطولى في التصوف...